# 升陽舉經湯
升陽舉經湯屬於中醫方劑的經產劑，來自李東垣，由10味中藥組成，是用以治療由於勞傷所導致崩漏的常用方劑。症狀常見崩漏，身熱自汗，短氣，倦怠懶食。《醫方集解》將本方歸於足太陰陽明藥。
本方由補中益氣湯加白芍、黑梔子組成。加生薑三片、大棗三枚煎。
依據傳統的中醫方義解釋：用補中益氣湯以益氣升陽，退熱收汗。加芍藥以和血斂陰，黑梔以清熱止血。                                               
又李東垣《蘭室祕藏》亦有「升陽舉經湯」，可治經水不止。其組成為黃耆、當歸、白朮、羌活、防風、藁本、獨活、附子、甘草、人參、熟地、川芎、細辛、桃仁、紅花、肉桂、芍藥。每服三錢，漸加至五錢。                                                                                                                          